# Prima Divisione Campania 1951-1952
La Prima Divisione fu il massimo campionato regionale di calcio disputato in Campania nella stagione 1951-1952.
Avendo deciso la FIGC col Lodo Barassi una radicale riforma dei campionati minori per la stagione successiva, questa edizione si differenziò dalle precedenti in quanto non mise in palio posti per il campionato interregionale, ma fu finalizzata a qualificare le società partecipanti: le migliori avrebbero avuto accesso al nuovo Campionato Regionale (detto di Promozione), mentre le altre squadre non ammesse sarebbero rimaste iscritte al declassato campionato di Prima Divisione.
Per quanto riguarda la Campania, nel quale si provvedette a cominciare ad allargare la categoria con un girone supplementare, fu garantito l'accesso al nuovo campionato regionale alle prime cinque di ogni raggruppamento, come anche ad alcune delle migliori seste a seconda del numero di retrocesse locali dalla Promozione della Lega Interregionale Sud.

## Girone A

### Squadre partecipanti
| Squadra                  | Città (provincia)   | Stagione precedente |
| ------------------------ | ------------------- | ------------------- |
| A.T.A.N.                 | Napoli              |                     |
| U.S. Casale Posillipo    | Napoli              |                     |
| Corda Fratres            | Napoli              |                     |
| U.S. Cotoniere           | Napoli              |                     |
| G.S. Dipendenti Comunali | Napoli              |                     |
| G.S. Ferrovieri Cumana   | Napoli              |                     |
| G.S. Dop. Ferroviario    | Napoli              |                     |
| U.S. Fontanelle          | Napoli              |                     |
| U.S. Internaples         | Napoli              |                     |
| A.S. Ischia              | Porto d'Ischia (NA) |                     |
| Magazzini Generali       | Napoli              |                     |

### Classifica finale
|  | Pos. | Squadra             | Pt | G  | V | N | P | GF | GS | DR |
|  | ---- | ------------------- | -- | -- | - | - | - | -- | -- | -- |
|  | 1.   | Casale Posillipo    | 32 | 20 |   |   |   |    |    |    |
|  | 2.   | A.T.A.N.            | 29 | 20 |   |   |   |    |    |    |
|  | 3.   | Cotoniere           | 26 | 20 |   |   |   |    |    |    |
|  | 4.   | Fontanelle          | 24 | 20 |   |   |   |    |    |    |
|  | 5.   | Dop. Ferroviario    | 21 | 20 |   |   |   |    |    |    |
|  | 6.   | Ischia              | 20 | 20 |   |   |   |    |    |    |
|  | 7.   | Magazzini Generali  | 18 | 20 |   |   |   |    |    |    |
|  | 8.   | Dipendenti Comunali | 17 | 20 |   |   |   |    |    |    |
|  | 9.   | Corda Fratres       | 16 | 20 |   |   |   |    |    |    |
|  | 10.  | Ferrovieri Cumana   | 9  | 20 |   |   |   |    |    |    |
|  | 11.  | Internaples         | 8  | 20 |   |   |   |    |    |    |

Legenda:

      Ammesso alle finali per il titolo regionale.
  Ammesso alla nuova Promozione Regionale.
  Non iscritto la stagione successiva.
Regolamento:
Due punti a vittoria, uno a pareggio, zero a sconfitta.
Pari merito in caso di pari punti.

## Girone B

### Squadre partecipanti
| Squadra           | Città (provincia)      | Stagione precedente |
| ----------------- | ---------------------- | ------------------- |
| A.C. Baiano       | Baiano (AV)            |                     |
| U.S. Folgore      | Napoli                 |                     |
| Folgore Olimpia   | Napoli                 |                     |
| Garibaldini       | Avellino               |                     |
| Juve Arpino       | Arpino di Casoria (NA) |                     |
| Libertas          | Avellino               |                     |
| U.S. Mariglianese | Marigliano (NA)        |                     |
| Pro Carmelo       | Napoli                 |                     |
| S.A.F.F.A.        | Napoli                 |                     |
| G.S. Vasto        | Napoli                 |                     |
| S.C. Vomero       | Napoli                 |                     |

### Classifica finale
Dati mancanti

### Verdetti
- Baiano, Libertas Avellino e Vomero Napoli ammesse sul campo alla nuova Promozione Regionale.

## Girone C

### Squadre partecipanti
| Squadra                 | Città (provincia)      | Stagione precedente |
| ----------------------- | ---------------------- | ------------------- |
| Pol. Afragolese         | Afragola (NA)          |                     |
| A.S. Amorosi            | Amorosi (BN)           |                     |
| U.S. Arzanese           | Arzano (NA)            |                     |
| U.S. Audax Cervinarese  | Cervinara (AV)         |                     |
| U.S. Aversana           | Aversa (CE)            |                     |
| U.S. Capua              | Capua (CE)             |                     |
| A. Combattenti e Reduci | Montesarchio (BN)      |                     |
| Interfrattese           | Frattamaggiore (NA)    |                     |
| U.S. Maddalonese        | Maddaloni (CE)         |                     |
| C.R.A.L. A.E.R.F.E.R.   | Pomigliano d'Arco (NA) |                     |
| U.S. Sessana            | Sessa Aurunca (CE)     |                     |
| U.S. Virtus Frattese    | Frattamaggiore (NA)    |                     |

### Classifica finale
|  | Pos. | Squadra              | Pt | G  | V  | N | P | GF | GS | DR  |
|  | ---- | -------------------- | -- | -- | -- | - | - | -- | -- | --- |
|  | 1.   | Capua                | 36 | 22 | 15 | 6 | 1 | 69 | 24 | +45 |
|  | 2.   | Frattese             | 29 | 22 | 11 | 7 | 4 | 48 | 25 | +23 |
|  | 3.   | Sessana              | 28 | 22 | 12 | 4 | 6 | 41 | 25 | +16 |
|  | 4.   | Arzanese             | 28 | 22 | 12 | 4 | 6 | 41 | 29 | +12 |
|  | 5.   | Aversana             | 26 | 22 | 10 | 6 | 6 | 43 | 18 | +25 |
|  | 6.   | A.E.R.F.E.R.         | 26 | 22 | 11 | 4 | 7 | 41 | 33 | +8  |
|  | 7.   | Maddalonese          | ?? | 22 |    |   |   |    |    |     |
|  | 8.   | Afragolese           | ?? | 22 |    |   |   |    |    |     |
|  | 9.   | Amorosi              | ?? | 22 |    |   |   |    |    |     |
|  | 10.  | Combattenti e Reduci | ?? | 22 |    |   |   |    |    |     |
|  | 11.  | Interfrattese        | ?? | 22 |    |   |   |    |    |     |
|  | 12.  | Audax Cervinarese    | ?? | 22 |    |   |   |    |    |     |

Legenda:

      Ammesso alle finali per il titolo regionale.
  Ammesso alla nuova Promozione Regionale.
Regolamento:
Due punti a vittoria, uno a pareggio, zero a sconfitta.
Pari merito in caso di pari punti.

### Verdetti
- Arzanese, Aversana, Capua, Maddalonese, A.E.R.F.E.R. Pomigliano, Sessana e Virtus Frattese ammesse sul campo alla nuova Promozione Regionale.

## Girone D

### Squadre partecipanti
| Squadra                  | Città (provincia)            | Stagione precedente |
| ------------------------ | ---------------------------- | ------------------- |
| Alba Nocerina            | Nocera Inferiore (SA)        |                     |
| U.S. Battipagliese       | Battipaglia (SA)             |                     |
| A.C. Ercolanese 1924     | Ercolano (NA)                |                     |
| Giovanile                | Portici (NA)                 |                     |
| Juve Antoniana           | Polla (SA)                   |                     |
| S.S. Juventus Stabia     | Castellammare di Stabia (NA) |                     |
| C.R.A.L. Marina Militare | Castellammare di Stabia (NA) |                     |
| U.S. Penisola Sorrentina | Sant'Agnello (NA)            |                     |
| C.R.A.L. Pezzullo        | Eboli (SA)                   |                     |
| G.S. Pontecagnano        | Pontecagnano Faiano (SA)     |                     |
| U.P. Scafatese           | Scafati (SA)                 |                     |
| Vesuvio                  | Torre Annunziata (NA)        |                     |

### Classifica finale
|  | Pos. | Squadra              | Pt | G  | V  | N  | P  | GF | GS | DR  |
|  | ---- | -------------------- | -- | -- | -- | -- | -- | -- | -- | --- |
|  | 1.   | Ercolanese           | 35 | 22 | 14 | 7  | 1  | 52 | 17 | +35 |
|  | 2.   | Juve Antoniana       | 28 | 22 | 9  | 10 | 3  | 46 | 21 | +25 |
|  | 3.   | Pezzullo             | 28 | 22 | 9  | 10 | 3  | 44 | 22 | +22 |
|  | 4.   | Juventus Stabia      | 27 | 22 | 9  | 9  | 4  | 43 | 24 | +19 |
|  | 5.   | Pontecagnano         | 26 | 22 | 9  | 8  | 5  | 41 | 31 | +10 |
|  | 6.   | Battipagliese        | 26 | 22 | 8  | 10 | 4  | 42 | 25 | +17 |
|  | 7.   | Giovanile Portici    | 25 | 22 | 8  | 9  | 5  | 42 | 32 | +10 |
|  | 8.   | Vesuvio              | 15 | 22 | 5  | 5  | 12 | 25 | 39 | -14 |
|  | 9.   | Alba Nocerina        | 14 | 22 | 5  | 4  | 13 | 23 | 44 | -21 |
|  | 10.  | Penisola Sorrentina  | 14 | 22 | 5  | 4  | 13 | 22 | 46 | -24 |
|  | 11.  | Scafatese            | 13 | 22 | 6  | 1  | 15 | 28 | 53 | -25 |
|  | 12.  | CRAL Marina Militare | 12 | 22 | 1  | 10 | 11 | 12 | 66 | -54 |

Legenda:

      Ammesso alle finali per il titolo regionale.
  Ammesso alla nuova Promozione Regionale.
Regolamento:
Due punti a vittoria, uno a pareggio, zero a sconfitta.
Pari merito in caso di pari punti.
Note:
Classifica erronea: manca 1 punto dovuto a una sconfitta in più e a un pareggio in meno (88 vittorie - 87 pareggi - 89 sconfitte totali).

## Finali
Si svolsero le finali fra le prime qualificate per assegnare il titolo onorifico di campione regionale.

### Qualificazioni
L'esito delle qualificazioni dovette confrontarsi da regolamento con gli esiti del sovrastante campionato di Promozione, dal quale alla fine retrocessero 10 club campani poi ulteriormente scesi ad 8 per gli scioglimenti dell'Acerrana e della Pompeiana. Fu così che a tutte le seste classificate della Prima Divisione furono parificate alle squadre che le precedevano in classifica. In più, le chiusure di altre quattro società regionali permisero alla Lega Regionale Campana di deliberare il ripescaggio di altrettanti club, tra cui la Scafatese, in quanto società rappresentative del territorio.

### Giornali
- Archivio della Gazzetta dello Sport, stagione 1951-52, consultabile presso le Biblioteche:
  - Biblioteca Civica di Torino;
  - Biblioteca Nazionale Braidense di Milano,
  - Biblioteca Nazionale Centrale di Firenze,
  - Biblioteca Nazionale Centrale di Roma,
  - Biblioteca Civica Berio di Genova,
  - e presso Emeroteca del C.O.N.I. di Roma (non è online ma è da consultare in sede).
- Tuttosport, consultabile presso la Biblioteca Civica di Torino.

### Libri
- Guglielmo Formisano,  Emozioni in Rete - Storia Fotografica della Scafatese dal 1922 al 2002 , Ed. GM-CALAMOS.